# Château de Beauregard (Charente)
Pour les articles homonymes, voir Château de Beauregard.
Le château de Beauregard, à Juillac-le-Coq dans la Charente, est au centre de la propriété viticole Henri de Lotherie.

## Historique
En 1737, les terres de Beauregard sont vendues à Paul-César Guédon, conseiller référendaire au parlement de Bordeaux. Par mariage elles passent à la famille de Lotherie.

## Architecture
Le long logis rectangulaire avec une travée centrale en légère saillie, construit au XVIIe siècle, a été agrandi et transformé jusqu'en 1761. Côté cour, la façade est ornée de sculptures. Les façades et la toiture ont été inscrites à l'inventaire supplémentaire des monuments historiques le 8 juillet 1988. La terrasse a été construite à la fin du XIXe siècle, pour agrandir les chais situés dans les caves de la maison.

## Visites
Le domaine est ouvert au public l'été, pour dégustation et vente de pineau des Charentes et de cognac.